# Thermo-Biometrie
Thermobiometrie (griechisch: Thermos = heiß, warm; Bio = Leben und Metron = Maß) beschäftigt sich mit der Messung der Temperaturwirkung auf Lebewesen mithilfe der dazu erforderlichen Mess- und Auswerteverfahren.
Je nach Anwendungsbereich gibt es spezifische Detaildefinitionen. Eine erweiterte Interpretation von Christoph Bernoulli über die Messung und statistische Auswertung der biologischen Lebensdauer unter Einfluss extern induzierter Wärmestrahlung charakterisiert das Problem.
Die größte Bedeutung erlangt die Thermobiometrie heute in dosimetrischen Untersuchungen der Wirkung von Wärmestrahlung auf alle in der Systembiologie aufgeführten Elemente.